# La Monselie
La Monselie (okzitanisch La Monciliá) ist eine französische Gemeinde mit 119 Einwohnern (Stand 1. Januar 2022) im Département Cantal in der Region Auvergne-Rhône-Alpes (vor 2016 Auvergne); sie gehört zum Arrondissement Mauriac und zum Kanton Ydes. Die Einwohner werden Veyrièrois genannt.

## Geographie
La Monselie liegt in den nordwestlichen Ausläufern des Monts-du-Cantal-Massivs, etwa 47 Kilometer nordnordöstlich von Aurillac. Umgeben wird La Monselie von den Nachbargemeinden Antignac im Norden, Saint-Étienne-de-Chomeil im Osten, Menet im Südosten und Süden, Le Monteil im Südwesten sowie Vebret im Westen und Nordwesten.

## Bevölkerungsentwicklung
| Jahr                       | 1962 | 1968 | 1975 | 1982 | 1990 | 1999 | 2006 | 2011 | 2019 |
| Einwohner                  | 208  | 181  | 154  | 141  | 134  | 114  | 116  | 116  | 120  |
| Quellen: Cassini und INSEE |      |      |      |      |      |      |      |      |      |

## Sehenswürdigkeiten
- Kirche Saint-Jean-Baptiste
- Schloss Murat-la-Rabbe aus dem 15. Jahrhundert mit den Resten einer Burg aus dem 13. Jahrhundert mit Kapelle